# Urteil (Recht)
Ein Urteil ist eine gerichtliche Entscheidung, die das Prozessrecht ausdrücklich unter dieser Bezeichnung vorsieht (Beispiel: § 300 Abs. 1 ZPO). 

## Bedeutung
Das Urteil unterscheidet sich vom richterlichen Beschluss dadurch, dass ein Urteil in der Regel aufgrund einer mündlichen Verhandlung ergeht. Ein Beschluss setzt das nicht voraus, beispielsweise bei eilbedürftigen Entscheidungen im einstweiligen Rechtsschutz (Beispiel: § 80 Abs. 7 VwGO). Urteile sind mit Berufung und Revision, Beschlüsse hingegen mit der Beschwerde anfechtbar. Ein Urteil ist daher in erster Instanz nicht automatisch rechtskräftig. 
Verfügungen dagegen haben keine instanzbeendende Wirkung, sondern sind Instrumente der internen Verfahrensleitung. Anders als Urteile, die bei Kollegialgerichten durch das Plenum getroffen werden, können Beschlüsse auch von einem Einzelrichter ohne Beteiligung seiner Kollegen ergehen (Beispiel: § 80 Abs. 8 VwGO), ebenso Verfügungen, beispielsweise allein durch den Berichterstatter. 
Urteile, Beschlüsse und Verfügungen haben jedoch gemeinsam, dass sie einseitig durch das Gericht verkündet werden. Dagegen stellen Vergleiche und andere Kompromisse eine autonome, gütliche Einigung der Prozessparteien dar.
Ein hartes Strafurteil wird umgangssprachlich auch als Verdikt (von mittellateinisch verdictum „Wahrspruch“, zu lateinisch vere dictum „wahrhaft gesprochen“) bezeichnet.

## Theorien der Urteilsbildung
Allgemein wird davon ausgegangen wird, dass Urteile von Gerichten basierend auf der Interpretation von Recht und Fakten gesprochen werden. Diese Annahme ist jedoch in der Politikwissenschaft und Psychologie umstritten. Daher haben sich verschiedene Theorien gebildet, welche die Urteilsbildung von Gerichten versuchen zu erklären.

### Rechtliches Modell
Das rechtliche Modell nimmt an, dass Richter ihre Entscheidungen basierend auf dem anwendbaren Recht und den präsentierten Fakten fällen. Sie legen das Recht somit objektiv aus; ihre persönlichen Eigenschaften und Präferenzen sowie ihre Umwelt beeinflussen die Entscheidung nicht.

### Außerrechtliche Modelle
Verschiedene außerrechtliche Modelle der Politikwissenschaft und Psychologie nehmen jedoch an, dass das rechtliche Modell einige Faktoren vernachlässigt. So kann die Bestellung der  Richter durch politische Institutionen, die Rahmenbedingungen, in welchen das Gericht operiert oder persönliche Präferenzen der Richter die Urteilsbildung beeinflussen. Die empirische Forschung zu diesen Modellen liefert ambivalente Ergebnisse. Es finden sich sowohl Studien, welche die Modelle empirische fundieren und andere, welche die Modelle widerlegen.

## Angelsächsisches Strafrecht
Charakteristisch für das Strafrecht von Jurisdiktionen, deren Rechtssystem auf das englische Recht zurückgeht, ist die Differenzierung zwischen verdict und sentence. Das verdict bezeichnet einzig und allein den Schuldspruch, also die Feststellung, ob der Angeklagte im Sinne der Anklage schuldig (guilty) oder nicht schuldig (not guilty) ist. Bei mehreren Anklagepunkten wird das verdict für jeden Punkt individuell getroffen. Kein verdict ergeht, wenn der Angeklagte sich zu Prozessbeginn selbst in seiner Anklageerwiderung (plea) schuldig bekennt. In diesem Fall wird nur über das Strafmaß entschieden. Ein guilty plea wirkt daher stärker als etwa im deutschen Recht, wo ein Geständnis nicht zur Verurteilung verpflichtet, sondern der freien richterlichen Beweiswürdigung unterliegt (§ 261 StPO).
Nach dem verdict erfolgt in der sentence die Festlegung des Strafmaßes. Bei dem im angelsächsischen Raum ausgeprägten Jury-System ergeht das verdict durch die Jury, also juristische Laien, während die sentence durch den oder die Berufsrichter festgelegt wird. Beide können auch zeitlich auseinanderfallen.